# Алтурас (Флорида)
Алтурас (енгл. Alturas) насељено је место без административног статуса у америчкој савезној држави Флорида.

## Демографија
По попису из 2010. године број становника је 4.185.
| Група             | 2000.    | 2010.         |
| Белци             | 0 (0,0%) | 3.237 (77,3%) |
| Афроамериканци    | 0 (0,0%) | 152 (3,6%)    |
| Азијати           | 0 (0,0%) | 16 (0,4%)     |
| Хиспаноамериканци | 0 (0,0%) | 714 (17,1%)   |
| Укупно            | 0        | 4.185         |